# Rozciągłość południkowa
Rozciągłość południkowa – różnica szerokości geograficznej między punktem wysuniętym najdalej na północ a punktem wysuniętym najdalej na południe. Rozciągłość południkowa określana jest wzdłuż południków, a wyznaczana przez równoleżniki przechodzące przez każdy z dwóch skrajnych punktów.
Rozciągłość południkową obliczamy w ten sposób (na przykładzie obszaru Afryki)
- najdalej na północ wysunięty punkt Afryki: ...... 37°20'N (szer. geogr. pn.) – Przylądek Biały

- najdalej na południe wysunięty punkt Afryki: ... 34°50'S (szer. geogr. pd.) – Przylądek Igielny

37°20' + 34°50' = 72°10' – rozciągłość południkowa Afryki (w stopniach i minutach kątowych)
Odległości pomiędzy równoleżnikami są takie same, więc na podstawie powyższego wyniku możliwe jest ustalenie rozciągłości południkowej w kilometrach.
Długość łuku 1° południka ≈ 111,2 km
Długość łuku 1′ południka ≈ 1,853 km
72° • 111,2 km/1° = 8006,4 km

10' • 1,853 km/1′ = 18,53 km

8006,4 km + 18,53 km = 8024,93 km – rozciągłość południkowa Afryki (w kilometrach).
Gdy kraniec północny i południowy znajdują się na tej samej półkuli względem równika, ich szerokości geograficzne odejmujemy od siebie.